# Стратилат, Михаил Иванович
Михаил Иванович Стратилат (1908, Макеевка — 1943, Москва) — деятель КПСС, организатор партизанского движения на Черниговщине.

## Биография

### Ранняя жизнь

Иван Михайлович Бовкун — предполагаемый организатор убийства Стратилата

Семилетнюю школу окончил в Макеевке, затем учился в средней школе с. Мрин, Мринском педтехникуме, окончил Нежинский пединститут. Работал учителем, директором школы в Макеевке, учителем истории и директором Носовской средней школы № 1 и учителем в Чернигове.
В 1936 году переведен на партийную работу. С 1938 — первый секретарь Носовского райкома партии, в годы Немецко-советской войны — подпольного. Организатор и первый командир партизанского отряда, а позже — соединения «За Родину!», которое действовало на Черниговщине.

### Вторая мировая война
В сентябре 1941 начальник Тсоавиахима с Володькой Девицы (Красные Партизаны) Николай Симоненко, оставленный для подпольной работы, организовал группу партизан в урочище Мостовое, к северу от с. Сулак.
Первый секретарь Носовского райкома партии Михаил Стратилат собрал вторую группу в урочище Оришно вблизи Носовки.
Местность базирования отрядов представляла собой небольшие участки, в те времена сильно заболоченного, тяжело проходимого леса в треугольнике Мрин-Нежин-Носовка. Посредине протекала река Остер с поймой. По сути дела это полуостров, отделенный от окружающей среды и доступный только со стороны Носовки. До Нежина было примерно 7 км, в Прилук 70, в Киев 100 км. В сентябре 1941 года здесь собралось несколько групп, в общей сложности около 250 человек.
Осенью 1941 года в урочище Орешное состоялось собрание партизан. Как назначенный партией секретарь Носовского райкома Михаил Стратилат стал общепризнанным командиром. Николай Симоненко был назначен командиром взвода.
26 мая 1942 года в отряд Михаила Стратилата пришел из Нежина Иван Михайлович Бовкун.
Вскоре Иван Бовкун получил задание добыть у населения в Колесниках продовольствие. Вместо этого разгромил полицейский участок и получил 2 винтовки. За эту инициативу Стратилат вынес ему выговор.
С приходом Бовкуна обозначились разные подходы у него и у Стратилата к тактике партизан, которые затем вылились в открытые столкновения и неприязнь. Бовкун, как кадровый военный, прошедший через первый, самый тяжелый этап войны и не раз смотревший смерти в глаза, пришел в лес воевать с захватчиками, а не отсиживаться. Отсюда и его несогласие с тактикой Стратилата. И своего он добивался жестко и даже жестоко.
Май 1942. Нападение партизан на Мрин. Сожгли состав топлива. Убили несколько полицейских. Трофеи — бочка масла, бочка бензина, две коровы.
Отряд Бовкуна совершает нападения на полицейские участки в Беркове, Бранице, Бобровице и на склад с горючим на окраине Нежина.
Лето 1942 года. Отделение Бовкуна обстреляло автоколонну на шоссе Нежин-Киев. На следующую ночь отряд карателей вышел на партизанскую стоянку. Произошло тяжелое сражение с потерями.
Вернувшись в свой район, Бовкун отколол 7 человек и заявил: «Никому не подчиняюсь, никакого руководства я не понимаю, все мы партийные. Если я с оружием, то и я партийный». Забрал этих людей и пошел с ними в Кобижчанские леса.
Таким образом, к осени 1942 года отдельно существовали отряды партизан — Симоненко в Переходовском лесу, Стратилата на старом месте в урочище Оришно неподалеку от Нежина, Бовкуна в Кобыжчанском лесу. В Кобижчанском лесу находилась ещё одна небольшая группа из 11 человек под командованием Кузьмы Евграфовича Бабича, бывшего заведующего складом госрезерва, и его заместителя Алексея Брусиловца.
1 октября 1942 г. возле Носовки попал в засаду начальник штаба Бовкуна капитан Петр Васильевич Сенник, который шел на связь с Носовскими подпольщиками. Трудно ранен, он попал в плен и был убит.
13 октября 1942 г. самолёт сбросил над лесом в районе Чемера представителя ЦК КП(б)У Якова Романовича Овдиенко и радистку Галину Дубовик. Убегая от преследования, остались без радиостанции.

## Смерть
Весной 1943 г., во время совещания в Центральном штабе партизанского Движения в Москве, куда прибыли представители украинских партизанских формирований, Москву потрясла весть об убийстве Н. И. Стратилата. Михаил Иванович присутствовал на первом заседании, после чего уехал в отель и… пропал. Через несколько дней его труп был обнаружен в канализационном колодце. После войны нашелся человек, обвинивший в организации этого убийства Ивана Михайловича Бовкуна — мол, хотел избавиться от партийной опеки и управлять отрядом самостоятельно, оставить за собой все лавры.